# WWN Championship
Ne doit pas être confondu avec WWE Championship.
Le World Wrestling Network (WWN) Championship est un championnat de catch utilisé par l'Evolve et des fédérations du World Wrestling Network, la maison mère de l'Evolve ainsi que le nom de la plateforme de streaming payant des spectacles de catch de cette fédération. Il est créé le 1er avril 2017 où Matt Riddle remporte un match à élimination face à Fred Yehi (en),John Davis (en),Parrow, Timothy Thatcher et Tracy Williams. Depuis sa création, cinq catcheurs ont détenu ce titre pour autant de règnes et a été vacant une fois.
Le titre est désactivé le 9 novembre 2019.

## Histoire
Le 23 novembre 2016, le World Wrestling Network annonce la création d'un championnat inter-promotionnel entre l'Evolve, la Full Impact Pro et l'American Combat Wrestling. Le WWN envisage d'organiser un tournoi le 1er avril 2017 au cours de WWNLive SuperShow - Mercury Rising 2017: EVOLVE Vs. PROGRESS avant de préférer un match à élimination opposant six catcheurs. Les participants annoncés sont :
- Drew Galloway qui est alors le champion de l'Evolve [2];
- Matt Riddle qui est champion Atlas de la Progress Wrestling [2];
- Tracy Williams, un des deux champion par équipes de l'Evolve [2];
- Fred Yehi (en), l'équipier de Tracy Williams [2];
- Parrow qui est alors champion poids lourd de l'American Combat Wrestling [2];
- John Davis (en) qui a remporté le tournoi Style Battle[2].

Le 1er avril 2017 au cours de WWNLive SuperShow - Mercury Rising 2017: EVOLVE Vs. PROGRESS, Drew Galloway ne participe pas à ce combat à cause d'une blessure et Timothy Thatcher le remplace. Matt Riddle devient le premier champion en éliminant en dernier Tracy Williams.
Le 21 septembre 2018, Joey Janela qui est champion du WWN se blesse gravement aux genoux au cours d'un spectacle de catch de la Game Changer Wrestling. Il souffre d'une fracture et de diverses ruptures partielles de ligaments du genou et doit se faire opérer. Le WWN décide de lui retirer le titre le 2 octobre.
| # | Champion      | Règne | Date            | Durée              | Événement                                                    | Lieu                        | Notes | Réf    |
| - | ------------- | ----- | --------------- | ------------------ | ------------------------------------------------------------ | --------------------------- | --- | ------ |
| 1 | Matt Riddle   | 1     | 1er avril 2017  | 6 mois et 13 jours | WWNLive SuperShow - Mercury Rising 2017: EVOLVE Vs. PROGRESS | Fern Park (Floride)         | Il bat Fred Yehi (en),John Davis (en),Parrow, Timothy Thatcher et Tracy Williams dans un match à élimination.       | [ 7 ]  |
| 2 | Keith Lee     | 1     | 14 octobre 2017 | 5 mois et 23 jours | EVOLVE 94                                                    | New York (New York)         | | [ 8 ]  |
| 3 | Austin Theory | 1     | 6 avril 2018    | 2 mois et 17 jours | EVOLVE 103                                                   | Kenner (Louisiane)          | | [ 9 ]  |
| 4 | Joey Janela   | 1     | 23 juin 2018    | 3 mois et 9 jours  | EVOLVE 106                                                   | New York (New York)         | | [ 10 ] |
| - | Vacant        | 1     | 2 octobre 2018  | 26 jours           | NC                                                           | NC                          | À la suite d'une blessure au genou de Janela.                                                                       | [ 6 ]  |
| 5 | JD Drake      | 1     | 28 octobre 2018 | 8 mois et 15 jours | EVOLVE 114                                                   | Ybor City (Floride)         | Il remporte un match de l'échelle l'opposant à Anthony Henry, AR Fox, Austin Theory, Darby Allin et Harlem Bravado. | [ 11 ] |
| 6 | Austin Theory | 2     | 13 juillet 2019 | 119 jours          | EVOLVE 131 - 10th Anniversary Show                           | Philadelphie (Pennsylvanie) | | [ 12 ] |
| - | Désactivé     |       | 9 novembre 2019 | -                  | -                                                            | -                           | Le titre est désactivé sans annonce officielle                                                                      |        |